# Baileya dormitans
Baileya dormitans är en fjärilsart som beskrevs av Achille Guenée 1852. Baileya dormitans ingår i släktet Baileya och familjen trågspinnare. Inga underarter finns listade i Catalogue of Life.